# Hexatoma (Eriocera) perlaeta
Hexatoma (Eriocera) perlaeta is een tweevleugelige uit de familie steltmuggen (Limoniidae). De soort komt voor in het Neotropisch gebied.